# Koskullskulle
Koskullskulle (kolokw. Kullen) – miejscowość w północnej Szwecji, w Laponii. Leży w gminie Gällivare, w regionie Norrbotten i liczy 899 mieszkańców (2005). Koskullskulle leży 5 km na północny wschód od Malmberget.
Nazwa wsi (po polsku Wzgórze Koskulla) pochodzi od Georga Adolfa Koskulla, gubernatora regionu Norrbotten w latach 1816–1821.
Pomiędzy Koskullskullem a Tjautjasem znajduje się Djävulsklyftan (Diabelska Przepaść) – dwukilometrowy kanion o pionowych, 30 m wysokich ścianach. Szerokość kanionu wynosi 50-100 m. W języku potocznym kanion nazywany jest Cmentarzem Reniferów, od licznych wypadków tych zwierząt, które tu powpadały podczas poszukiwania pokarmu.